# Kiyoshi Kuromiya
Kiyoshi Kuromiya (9 de maio de 1943 – 10 de maio de 2000) foi um autor nipo-americano e ativista dos direitos civis, anti-guerra, libertação gay e HIV/AIDS. Nascido em Wyoming, no campo de internamento nipo-americano da época da Segunda Guerra Mundial, conhecido como Heart Mountain, Kuromiya tornou-se assessor de Martin Luther King Jr. e um oponente proeminente da Guerra do Vietnã durante a década de 1960.

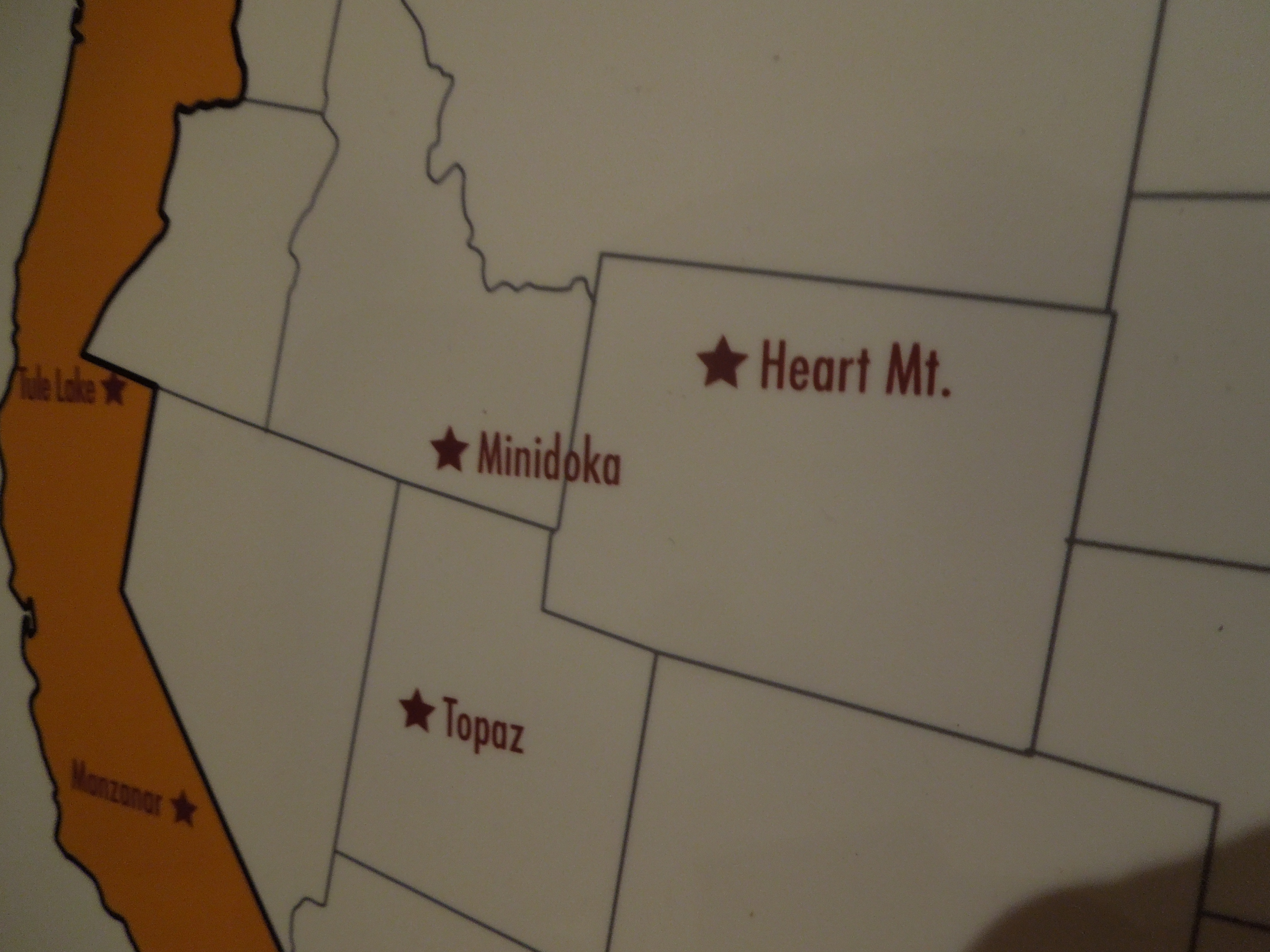
Local do campo de internamento para onde a família de Kuromiya foi transferida e onde ele nasceu.

Um dos fundadores da Gay Liberation Front da Filadélfia, Kuromiya também fundou o Critical Path Project e seu boletim informativo. Ele também foi o editor do Standard of Care da ACT UP, as primeiras orientações sobre tratamento médico e competências culturais produzidas para pessoas que vivem com HIV por pessoas que vivem com HIV/AIDS.

## Família e infância
Kiyoshi Kuromiya nasceu em 9 de maio de 1943, em Wyoming, no Centro de Realocação Heart Mountain, para onde sua família foi transferida de Monrovia, Califórnia, onde Kuromiya cresceu. Ambos os pais de Kuromiya nasceram na Califórnia e após 15 anos morando em Monrovia e um ano entre Arizona e Nevada em 1961, Kuromiya decidiu deixar a Costa Oeste para ir para a faculdade na Filadélfia para estudar na Universidade da Pensilvânia. Kuromiya rotula sua própria motivação para se mudar para Filadélfia em 1961 como devido apenas ao nome "Cidade do Amor Fraterno", e o ativismo de Kuromiya realmente começou na década de 1960, quando ele se envolveu na organização dos direitos civis.
Kiyoshi Kuromiya se assumiu gay para seus pais quando tinha cerca de 8 ou 9 anos de idade e morava na Califórnia e dizia que era bastante sexualmente ativo. Kuromiya, que era conhecido como Steve em vez de Kiyoshi na época, no início dos anos 50, mencionou em uma entrevista com Tommi Mecca em 1983 que não conhecia nenhuma terminologia devido à falta de literatura - ele nunca tinha ouvido falar a palavra gay e não sabia o que era homossexual. Como resultado, Kuromiya utilizou a Biblioteca Pública de Monrovia para aprender mais sobre a identidade que ele sabia “era muito importante para ele”.
Kuromiya era um nipo-americano de terceira geração e cresceu frequentando principalmente escolas para brancos nos subúrbios de Los Angeles, disse ele em uma entrevista a Marc Stein em 1997. Ele foi preso em um parque público com um garoto de 16 anos quando ele tinha apenas 9 ou 10 anos por lascívia e foi colocado no centro juvenil por três dias como punição. Kuromiya menciona em sua entrevista com Stein como sua prisão o fez se sentir como uma espécie de criminoso sem saber, e o deixou com um sentimento de vergonha que o forçou a manter segredo sobre sua vida sexual - mesmo no início.

## Ativismo estudantil
Kuromiya começou a frequentar a faculdade na Universidade da Pensilvânia em setembro de 1961 como um dos seis Benjamin Franklin National Scholars; ele fazia parte de uma grande bolsa de estudos que cobria quase todos os custos associados à frequência. Kiyoshi decidiu estudar arquitetura, sentindo que era um campo que abrangia uma variedade de campos humanísticos e foi inspirado por Louis Kahn, que também estudou na Penn e foi professor de arquitetura na Escola de Design. O crescente envolvimento de Kuromiya em atividades de direitos humanos durante o início dos anos 1960 resultou em grande parte de sua orientação sexual e de seu sentimento de que a Universidade da Pensilvânia era muito fechada.
Kuromiya continuou seu ativismo seriamente durante seu primeiro ano na Penn em 1962, participando dos protestos em restaurantes do Congresso de Igualdade Racial (CORE) em Maryland. Kuromiya estava presente não muito longe de Martin Luther King Jr. durante seu discurso "Eu Tenho um Sonho" e conheceu King junto com o Rev. Ralph Abernathy e James Baldwin mais tarde naquela noite. Depois de se encontrar com o Dr. King após a marcha sobre Washington em 1963, Kuromiya continuou a trabalhar em estreita colaboração com o reverendo em todo o movimento dos direitos civis.
Em 1965, Kuromiya e outros ativistas assumiram o Independence Hall na Filadélfia, Pensilvânia - chamando-o de Freedom Hotel em apoio às pessoas feridas na ponte Pettus em Selma durante a marcha pelos direitos civis de Selma a Montgomery, no Alabama. Uma semana depois, em 13 de março de 1965, após voar para o sul, Kuromiya foi agredido pela polícia junto com o Dr. King, Rev. Fred Shuttlesworth e James Forman enquanto ajudava um grupo de estudantes negros do ensino médio a se registrar para votar no edifício do Capitólio do estado em Montgomery, Alabama. No dia seguinte, enquanto hospitalizado e isolado pela polícia, Kuromiya confrontou o presidente do condado sobre o incidente, recebendo um pedido de desculpas que King se referiu como a primeira vez que um oficial do sul se desculpou por ferir um trabalhador dos direitos civis. Kuromiya e King também receberam uma declaração assinada do xerife dissolvendo o grupo de voluntários do xerife - o mesmo que o Conselho de Cidadãos Brancos ou K.K.K. - que atacou Kuromiya. Kuromiya tornou-se tão próximo da família King que, após o assassinato de King em 1968, ele ajudou a cuidar dos filhos de King em Atlanta durante a semana do funeral.

### Manifestações anti-guerra
Em abril de 1968, Kuromiya instigou a maior manifestação anti-guerra da história da Pensilvânia, atraindo milhares de pessoas. Kiyoshi imprimiu e colocou panfletos de um grupo fictício chamado Americong que dizia que haveria um cachorro inocente queimado com napalm em frente à Biblioteca Van Pelt em Penn em protesto contra o uso de napalm na Guerra do Vietnã. No dia do protesto, Kuromiya distribuiu panfletos que diziam "Parabéns, você salvou a vida de um cachorro inocente. E quanto às centenas de milhares de vietnamitas que foram queimados vivos?"
Além de atrair enganosamente milhares de pessoas para a biblioteca da Penn, Kuromiya esteve muito envolvido no movimento anti-guerra durante os primeiros anos de sua carreira ativista. Em 20 e 21 de outubro de 1967, Kuromiya juntou-se a uma grande manifestação organizada por Abbie Hoffman que tentou marchar contra o edifício do Pentágono juntando as mãos em torno dele em um protesto de arte performática. Quando a marcha falhou, Kiyoshi juntou-se a outros manifestantes na tomada de barricadas policiais para fazer fogueiras por toda a extensão do Pentágono. No ano seguinte, Kiyoshi criou pôsteres para distribuição por correspondência sob o nome Dirty Linen Corporation que retratavam Bill Greenshields sorrindo enquanto queimava seu cartão de recrutamento com as palavras "FUCK THE DRAFT" em letras enormes. Mais tarde naquele ano, Kuromiya foi preso por agentes federais e pelo Serviço Secreto por usar o sistema de correio dos Estados Unidos para seu pôster indecente e incitador ao crime. Apesar do perigo de fazê-lo, Kuromiya distribuiu 2.000 cópias do pôster na convenção democrata no Chicago Conrad Hilton Hotel, que foi cercado por metralhadoras e caminhões-jipe com arame farpado como resultado do motim policial de Chicago.

## Luta de libertação gay
Além dos direitos civis de Kuromiya e do envolvimento no movimento anti-guerra, Kiyoshi foi muito ativo no movimento de libertação gay. Na verdade, Kuromiya se declarou oficialmente gay em 4 de julho de 1965, no primeiro protesto do Lembrete Anual que ocorreu no Independence Hall. Houve manifestações semelhantes em Washington, D.C. e na Cidade de Nova Iorque e o protesto na Filadélfia trouxe um total de 12 ativistas. O protesto do Lembrete Anual aconteceu durante cinco anos, até 1969, e foi a primeira vez registrada em que indivíduos se reuniram publicamente para pedir direitos iguais para os homossexuais.
Kuromiya co-fundou a Gay Liberation Front (GLF) em 1969, após a Rebelião de Stonewall em 1969, com Basil O'Brien, que conheceu mais tarde enquanto participava de uma reunião da Homophile Action League na Filadélfia. Kuromiya descreve a ideia por trás da libertação gay como uma espécie de aumento da consciência masculina que serviu para ajudar os indivíduos a lidar com o isolamento que sentiam como resultado de sua identidade sexual. O GLF na Filadélfia tinha uma proporção significativa de afro-americanos, latinos e asiáticos - embora fossem apenas um pequeno grupo de cerca de uma dúzia em 1969. No entanto, o GLF era mais radical do que alguns dos seus pares. organizações que se formaram após Stonewall. Sob a liderança de Kuromiya, o GLF recrutou um conjunto diversificado de pessoas e se solidarizou com grupos como o Partido dos Panteras Negras e os Jovens Lordes. Kuromiya até recebeu apoio para a luta de libertação gay quando representou o GLF como um delegado abertamente gay na Convenção do Partido dos Panteras Negras de 1970 na Universidade Temple. Em 1970, Kuromiya participou do Rebirth of Dionysian Spirit, uma conferência nacional de libertação gay em Austin, Texas - uma experiência que mudou a maneira como ele via a luta de libertação gay em alguns sentidos. Em 1972, Kiyoshi criou a primeira organização gay no campus da Universidade da Pensilvânia, Gay Coffee Hour, que se reunia semanalmente no campus e era aberto a não estudantes e servia como espaço alternativo aos bares gays para gays de todas as idades.

## Defesa da AIDS
Kuromiya começou a trabalhar seriamente no movimento contra a AIDS assim que a epidemia de AIDS começou na América, no início dos anos 1980. Kiyoshi esteve mais envolvido com a ACT UP (a AIDS Coalition to Unleash Power) – da qual fundou a filial da Filadélfia. Depois de ter sido diagnosticado com AIDS em 1989, Kuromiya apenas intensificou seu trabalho de defesa de direitos. Kiyoshi abordou seu trabalho com o lema "Informação é poder" e educou-se sobre as questões da AIDS a ponto de ser convidado a participar de painéis de terapia alternativa do Instituto Nacional de Saúde. Ele criou os Padrões de Atendimento ACT UP, que foram os primeiros desse tipo para pessoas com HIV produzidos por pessoas com AIDS.
Kuromiya também fundou o boletim informativo Critical Path, que enviou por correio a milhares de pessoas em todo o mundo, bem como a centenas de indivíduos encarcerados que não tinham acesso a informações sobre a AIDS. Ele desenvolveu ainda o boletim informativo Critical Path, um dos primeiros recursos sobre o tratamento do HIV amplamente disponível ao público, em um dos primeiros sites da Internet, repleto das informações mais recentes sobre o HIV/AIDS. A partir daí, o site tornou-se anfitrião do Critical Path AIDS Project – através do qual Kuromiya operava uma linha directa 24 horas por dia para qualquer pessoa que procurasse a sua ajuda e fornecia Internet gratuita a centenas de pessoas com HIV em Filadélfia.

## Litígio de impacto
No final da década de 1990, Kuromiya participou de vários casos de litígio de impacto bem-sucedidos. Kiyoshi foi ao Suprema Corte em 1997 para alargar os direitos de liberdade de expressão às proteções da circulação de informações sexualmente explícitas sobre a AIDS na Internet, o que levou o tribunal a anular parte da Lei de Decência nas Comunicações. Em 1999, Kuromiya também esteve envolvido na ação coletiva Kuromiya vs. The United States of America, na qual apresentou seu caso pela legalização da maconha para uso medicinal por pessoas com AIDS. Kuromiya também dirigiu um clube de compradores de maconha como ativista da maconha medicinal e atendeu algumas dezenas de clientes com AIDS na área de Filadélfia com maconha grátis.

## Vida pessoal e morte
Em 1983, Kuromiya visitou com sua mãe o Heart Mountain Relocation Camp para nipo-americanos, onde nasceu, o que ele lembrava como uma experiência formativa para ele como ativista. Ele sobreviveu a uma batalha contra o câncer de pulmão em meados da década de 1970. Logo depois ele se tornou amigo íntimo do tecno-futurista Buckminster Fuller, com quem viajou pelo país por cerca de cinco anos. Kuromiya colaborou nos últimos seis livros de Fuller e publicou o último livro de Fuller postumamente em 1992. Mais proeminentemente, Kuromiya ajudou o cientista com Critical Path, um livro influente de 1981 sobre o potencial da tecnologia para melhorar o mundo. Kuromiya também foi um jogador de Scrabble classificado nacionalmente.
Kuromiya morreu de complicações de câncer em 10 de maio de 2000, um dia após seu 57º aniversário, embora sua morte tenha sido inicialmente relatada como devido a complicações da AIDS.

## Legado
Em 4 de junho de 2022, ele foi homenageado com um Google Doodle.
Em 9 de maio de 2023, seu 80º aniversário (como um ancestral) foi comemorado na Filadélfia, Pensilvânia, e em Monrovia, Califórnia.

## Breve cronograma
- 1962: Sit-ins em restaurantes CORE, Route 40, Aberdeen, Maryland
- 1963: Discurso de Martin Luther King Jr., 28/08, Lincoln Memorial, e mais tarde para encontrar King no Willard Hotel, Washington, D.C.
- 1965: Ferido no Edifício do Capitólio do Estado, Montgomery, Alabama, liderando estudantes negros do ensino médio na marcha de recenseamento eleitoral, 13/03
- 1965: Primeira manifestação pelos direitos homossexuais - Independence Hall, Filadélfia, 04/07
- 1967: Marcha dos "Exércitos da Noite" no Pentágono, Arlington, VA[10]
- 1968: funeral de Martin Luther King Jr., Atlanta - cuidou de Martin III e Dexter na semana do funeral na casa de King em Vine City
- 1968: Lincoln Park e Conrad Hilton, Chicago, motins na Convenção Nacional Democrata em Grant Park
- 1969: Discursou na Convenção Constitucional do Povo Revolucionário do Partido dos Panteras Negras, Universidade Temple, Filadélfia
- 1970: "Renascimento do Espírito Dionisíaco", Conferência Nacional de Libertação Gay, Austin, TX[14]
- 1972: Primeira Rainbow Family Gathering, Granby, CO
- 1974–1977: Sobreviveu ao câncer de pulmão metastático
- 1978–1983: Viajou pelo mundo com Buckminster Fuller, colaborou em seus últimos seis livros, publicou o último livro postumamente em 1992 (Fuller morreu em 1983); Filadélfia, Califórnia
- 1988: Primeiro funcionário da We the People with AIDS e membro fundador da ACT-UP, Filadélfia
- 1992: Membros do ACT-UP feridos em uma manifestação no Bellevue Stratford Hotel, inúmeras prisões do ACT-UP em todo o país
- 1996: Participou do painel da FDA que recomendou a aprovação dos primeiros inibidores potentes de protease
- 1997: Projeto Critical Path AIDS - A Suprema Corte anula a Lei de Decência nas Comunicações sobre censura na Internet - principal litigante
- 1999: Kuromiya vs. United States of America - ação coletiva sobre o uso medicinal de maconha.